# NGC 3658
NGC 3658 (również PGC 35003 lub UGC 6409) – galaktyka soczewkowata (S0), znajdująca się w gwiazdozbiorze Wielkiej Niedźwiedzicy. Odkrył ją William Herschel 23 marca 1789 roku.